# Lobetani
I Lobetani (in latino: Lobetani, in greco: Λωβητανοί) furono un'antica tribù celtibera della Spagna, che vivevano principalmente nella parte sud-occidentale della attuale provincia di Teruel, nell'area dell'attuale città di Albarracín.

## Localizzazione

Mappa con la localizzazione delle tribù Celtibere.
Arevaci
Pelendoni
Beroni
Belli
Titti
Lobetani
Lusoni

Arevaci
     Pelendoni
     Beroni
     Belli
     Titti
     Lobetani
     Lusoni

## Storia
I lobetani sono menzionati sono una volta da Claudio Tolomeo . I loro svolto nella regione dai Lobetani non è ancora certo, comunque è noto che divennero alleati dei Romani al tempo della seconda guerra punica, quando si scontrarono contro i Belli.

## Romanizzazione
Dopo le guerre celtibere i Lobetani vennero incorporati nella Hispania Citerior e mantennero la loro indipendenza fino al I secolo a.C., quando vennero assorbiti dagli Edetani.